# ファミ割MAX50
ファミ割MAX50は、2007年8月22日に開始されたNTTドコモの月額基本料金割引サービスである。

## サービス内容
ファミリー割引契約者向けの割引サービスで、2年間の契約により、使用年数に関わらず基本使用料を50%割引するサービスである。新料金プランのFOMAのみ加入可能で、契約を解除しない限り、契約は2年ごとに自動更新される。movaからの新規申込み受付は、2010年3月31日に終了し、2010年4月1日以降は解約のみの受付となった。
また、いちねん割引とファミリー割引を併用する場合と異なり2年契約となる。更新月以外に解約した場合は、契約解除料が9,975円（税込）かかる。ただし、movaの場合は契約期間に関わらず契約解除料はかからない。
なお、ファミ割MAX50の契約の算定期間は契約日の翌月（契約が1日の場合は当月）を1か月目とし、24か月目の満了月の翌月の1日～末日までが更新月となり契約解除料が不要となる。
auの誰でも割の場合は、契約日当月を1か月目とし、24か月目が更新月で契約解除料が不要となる月である。
※ソフトバンクのホワイトプランも契約日当月を1か月目としている。
事業者ごとに期間の算定が異なることに注意すること。
（例：2011年1月2日契約の場合、ファミ割MAX50では翌月である2011年2月が1か月目となり、満了月が2013年1月、解除料不要で解約できる更新月は2013年2月1日～28日となる。
au誰でも割の場合は当月である2011年1月が1か月目となり、満了月および解除料不要で解約できる更新月は2013年1月1日～31日となる）
いちねん割引、ひとりでも割50、継続利用割引、ハーティ割引とは同時契約出来ない。
なお、家族間iモードメール無料（一部を除く）や家族同士の通話料割引などファミリー割引同様の特典が受けられる。
2008年4月1日からは新たな特典として、「ファミ割MAX50」（あるいは「ファミリー割引」と「ハーティ割引」）に加入するFOMA契約者および、ドコモに加入してから10年以上が経過した「ファミリー割引」と「いちねん割引」に加入しているFOMA契約者が発信した同一「ファミリー割引」グループ間の国内通話を24時間無料（国内テレビ電話通話は60%割引）とした（mova契約者からの発信は対象外）。これは、au（KDDI・沖縄セルラー電話）が 「家族割」と「誰でも割」（あるいは「スマイルハート割引」）を併用して契約する（既に契約済みを含む）契約者を対象にした家族間通話無料サービスを2008年3月1日から開始することへの対抗処置であるといえる。ただし、auの家族間通話無料サービスでは2年縛りの「誰でも割」加入が条件となる一方、ドコモの家族間通話無料サービスでは10年以上加入している契約者に限り1年縛りの「いちねん割引」加入でも対象内となる。（2008年12月1日からauを10年以上契約かつ「家族割」併用のユーザーに限り、「誰でも割」契約解除料が3,150円（税込）に減額されている。）
なお、「（新）いちねん割引」「いちねん割引」契約期間中のユーザーが、「ファミ割MAX50」に変更申込みをする場合でも、「（新）いちねん割引」「いちねん割引」の解約金はかからず、変更した日の翌月を1か月目と数えて新たに24か月の契約となる。
2in1のBモードの番号にも適用させることが可能である。

### ファミ割MAX
当初は「ファミ割MAX」として提供される予定だった。これは2年契約で、ファミリー割引契約グループ内で最も長く利用しているユーザーと同じ割引率を適用するものだった。なお、最も長く利用しているユーザーの割引率は「いちねん割引」+「ファミリー割引」で11年目まで段階的に上がり、11年目以降は50％になる。
発表後、au（KDDI・沖縄セルラー電話）が一律に50%割引とする「誰でも割」を発表したことを受けて、サービス名称および割引率などのサービス内容が変更された。

### ビジネスシンプル(ビジネス割50)
2年間の継続利用で基本使用料金が50%割引、グループ間通話無料といった法人限定のサービス
詳細はビジネスシンプル参照

### オフィス割MAX50
ファミ割MAX50は個人名義のサービスとなるが、同年9月より法人名義での同様なサービスであるオフィス割MAX50が開始された。
現在は上述のビジネスシンプルが主力となり、本サービスは新規受付が終了している。
詳細は「オフィス割MAX50」を参照

## 他社の類似サービス
- 誰でも割　- auの割引。2年契約を前提に1年目から1人でも基本使用料50%割引。2007年9月1日から開始。
- 家族割引MAX50　- ソフトバンクモバイルの割引サービス。NTTドコモと同等のサービスで、2007年9月1日からブループランで開始。